# Kościół św. Jadwigi w Gryfowie Śląskim
Kościół św. Jadwigi w Gryfowie Śląskim – świątynia pochodzi z 1512 roku, została wybudowana w stylu późnogotyckim. Jest obecnie główna świątynią parafii św. Jadwigi Śląskiej w Gryfowie Śląskim.

## Historia
Źródła historyczne podają, że kościół istniał już w roku 1252, w obecnej formie powstał on w roku 1512, w 1542 dobudowano wieżę, a w 1561 wieńczący ją hełm. W roku 1603 kościół częściowo spłonął, w 1612 został odbudowany. Kolejne przebudowy miały miejsc w 1694 i 1697. W roku 1928 odkryto dekorację sgraffitową, pochodzącą z roku 1551, restaurowaną w 1964 roku.

Decyzją wojewódzkiego konserwatora zabytków z dnia 25 listopada 1949 r. budynek został wpisany do rejestru zabytków.

## Architektura
Kościół jest budowlą trójnawową, halową, orientowaną, z wielobocznie zamkniętym prezbiterium i jest nakryty dachami dwuspadowymi. W nawie głównej jest sklepienie kolebkowe z lunetami, ozdobione bogatą manierystyczną dekoracją sgraffitową, w prezbiterium jest krzyżowo-żebrowe z XV w, w nawach bocznych są sklepienie sieciowe. Kolebkowe sklepienie nawy głównej i ściany są ozdobione dekoracją sgraffitową z 1551, dekoracja kaplicy grobowej i kruchty jest stiukowa. Zachowały się fragmenty gotyckiej kamieniarki tj. zworniki  i wsporniki.
W nawie głównej jest pochodzący z roku 1606 drewniany ołtarz główny obejmuje cykl półpełnych polichromowanych rzeźb związanych tematycznie z pasją Jezusa Chrystusa i ozdobiony personifikacjami Cierpliwości, Roztropności, Nadziei, Sprawiedliwości i Męstwa. Po zamknięciu skrzydeł ołtarz upodobnia się do monstrancji. W kościele znajdują się drewniane, barokowe polichromowane ołtarze boczne z roku 1686 poświęcone św. Bartłomiejowi, św. Stapinusowi, Najświętszej Marii Pannie oraz św. Janowi Nepomucenowi, na którym znajduje się cykl rzeźb Ostatniej Wieczerzy, stanowią część predelli przeniesionej z ołtarza głównego.
Ponadto w świątyni znajduje się drewniana, polichromowana ambona z 1728 roku, organy z 1680 i wykuta w piaskowcu renesansowa chrzcielnica z roku 1578, która posiada miedzianą pokrywę z pocz. XX wieku. Na zewnątrz, przy kruchcie znajduje się figura św. Floriana pochodząca z 1734 roku, nad portykiem grupa figuralna ze św. Janem Nepomucenem z 1729 roku.

## Kaplica nagrobna Schaffgotschów
W kaplicy grobowej znajduje się manierystyczne epitafium rodziny Schaffgottschów z około 1545, które wykuto w piaskowcu. W epitafium pomiędzy kolumnami  korynckimi z herbami znajdują się naturalnej wielkości rzeźby członków rodziny Schaffgotschów. 
Od lewej, za kolumną z herbami, od góry  w dół, von:
- (Schaff)Gotsche, Zedlitz, Berka, Talkenberg,

stoi: fundator Hans II (1496–1584), jego syn Hans Ulryk (1553–1589), dalej Gothard von Schaffgotsch (zm. 1576). Na środku epitafium znajduje się krzyż pomiędzy dwiema kolumnami z herbami:
- na lewej od góry, von: Zwole[10], Tschammer, Kremsin, Kostelitz.
- na prawej od góry, von: Zedlitz, Hochberg, Schindel, Reibnitz.

Dalej, po prawej, stoją: Krzysztof (1552–1601); jego pierwsza żona Magdalena (zm. 1587), którą poślubił w 1578 oraz Magdalena von Zedlitz, żona Hansa II.
Całość zamyka kolumna z herbami, od góry, von: 
- Schweinitz, Falkenhayn, Zedlitz, Czirn[13].

## Galeria

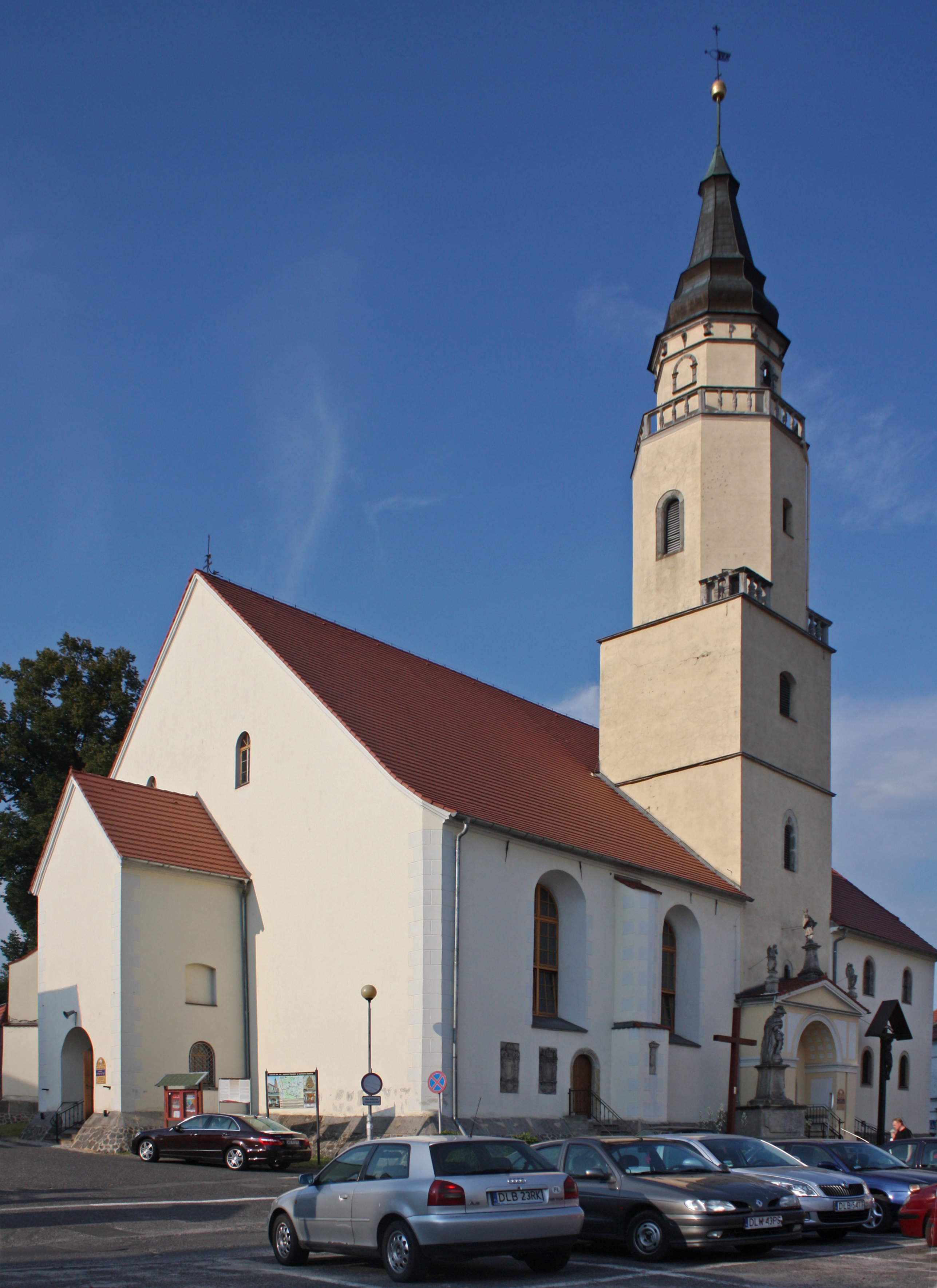
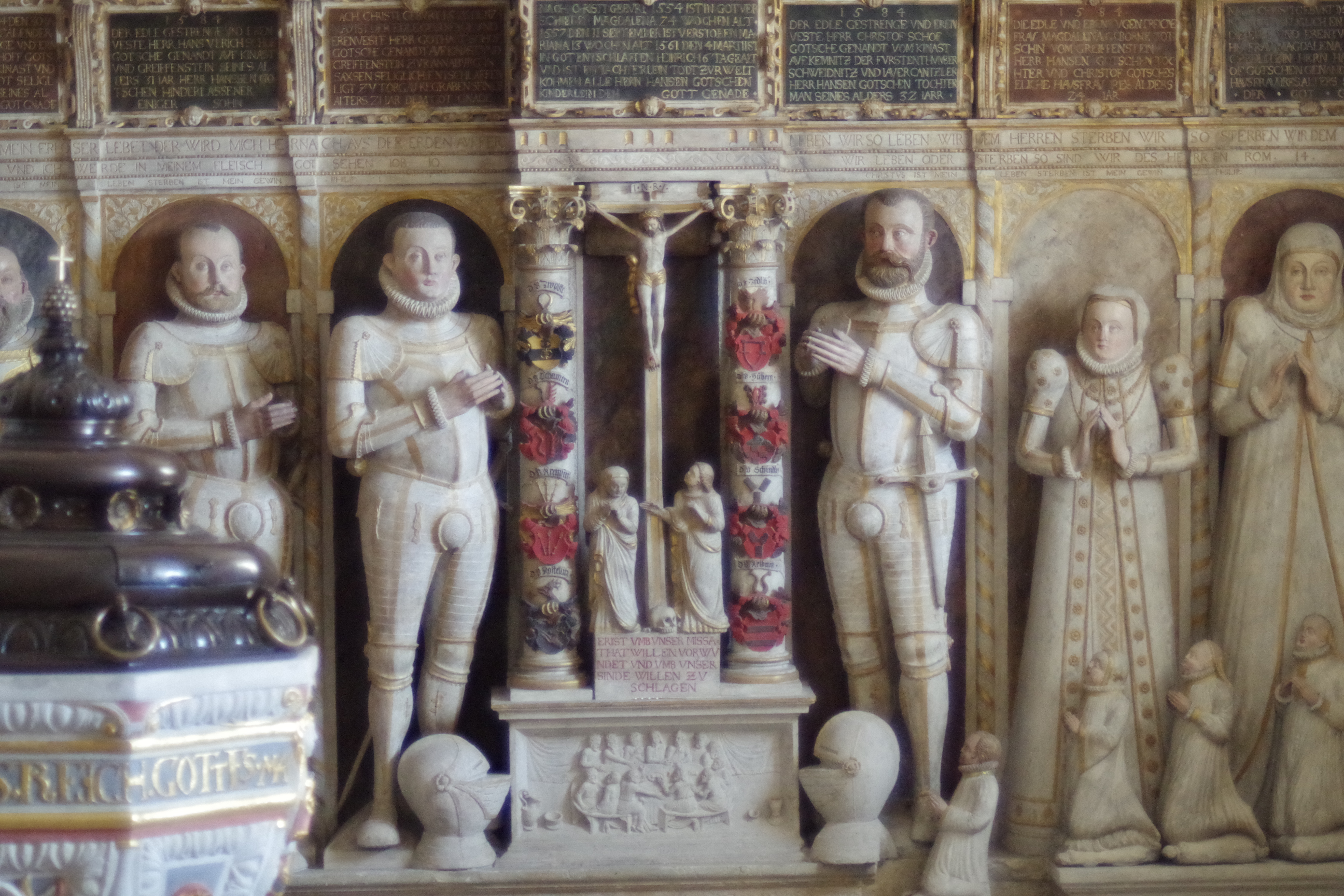
Epitafium
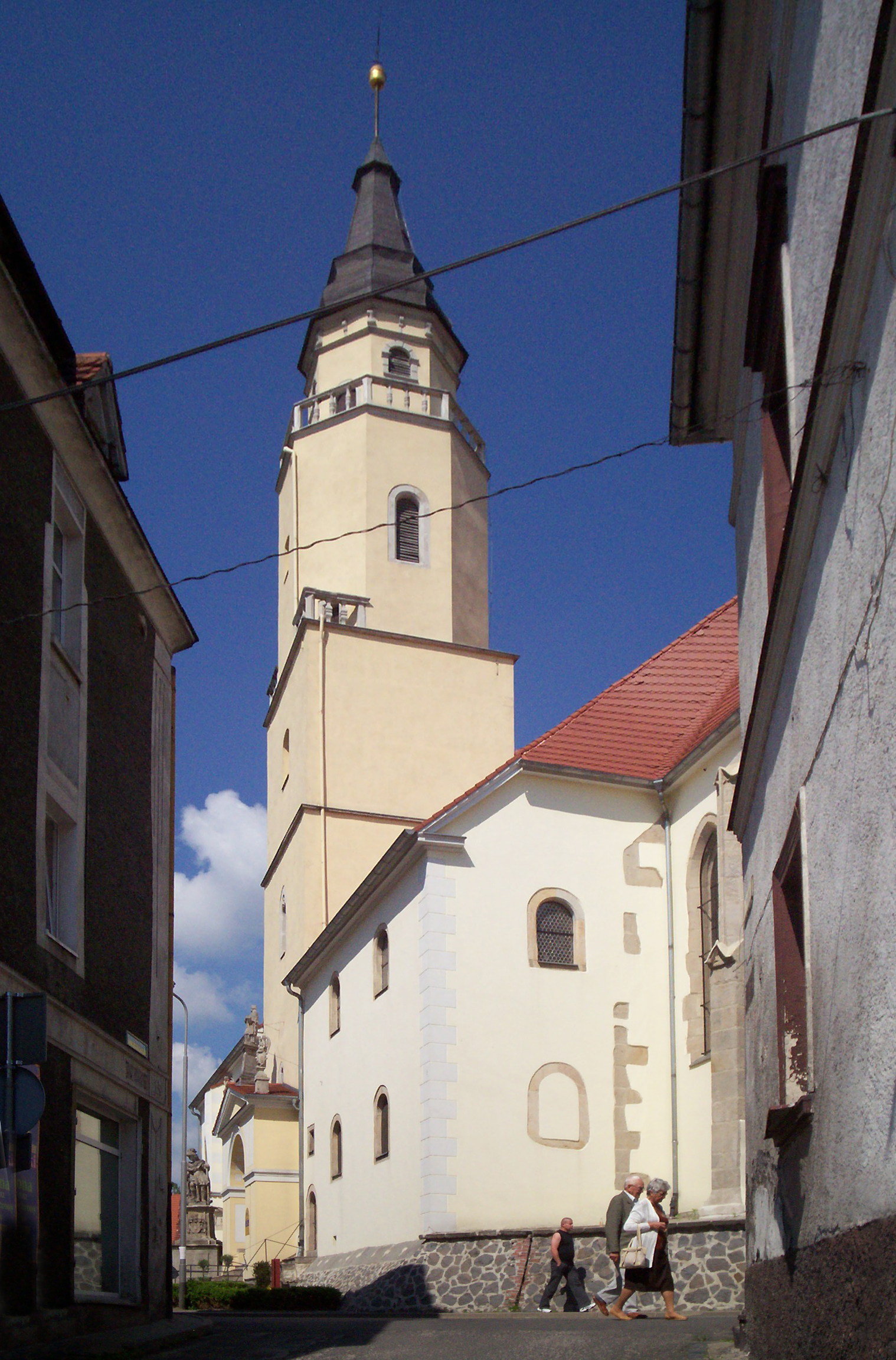
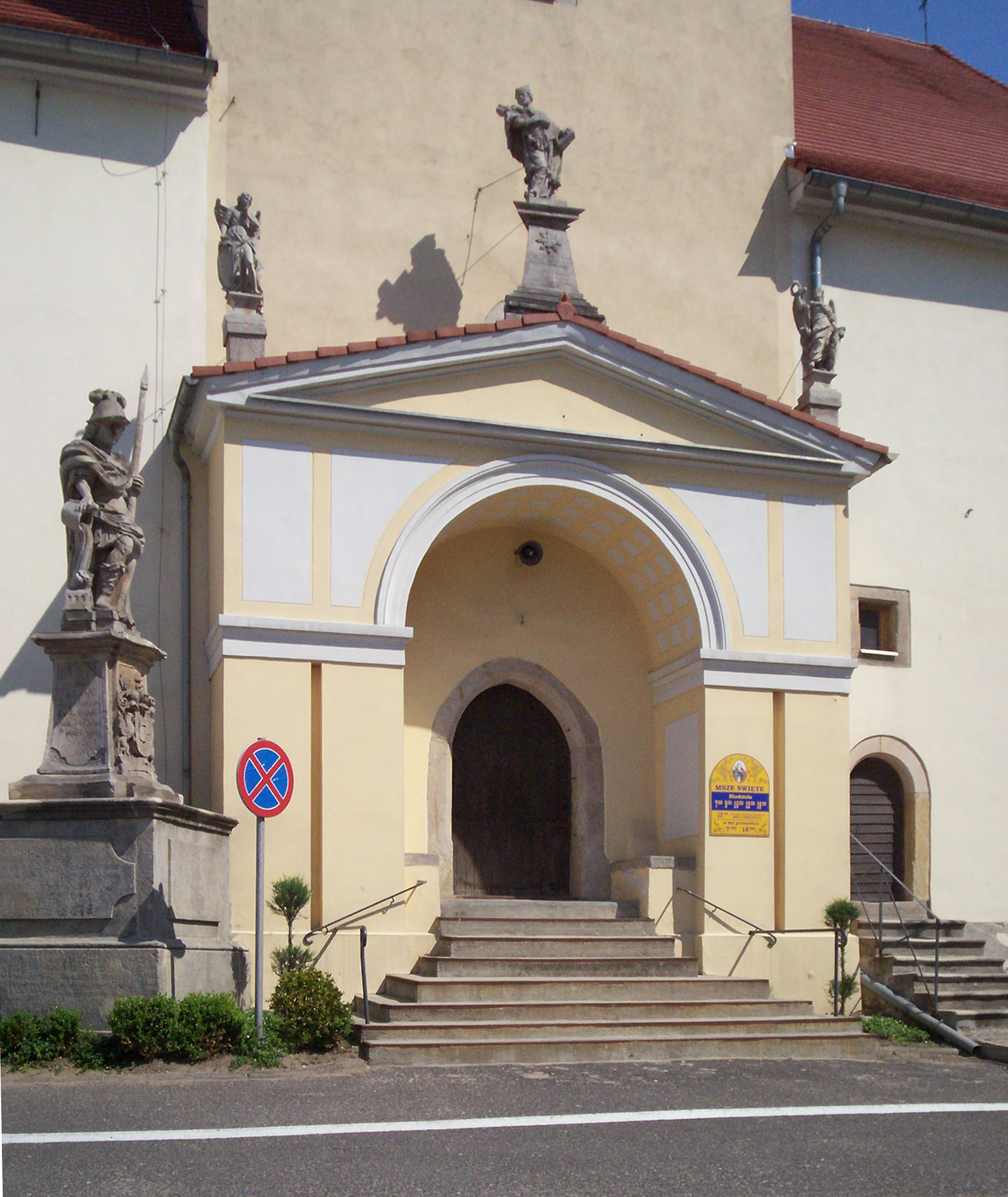
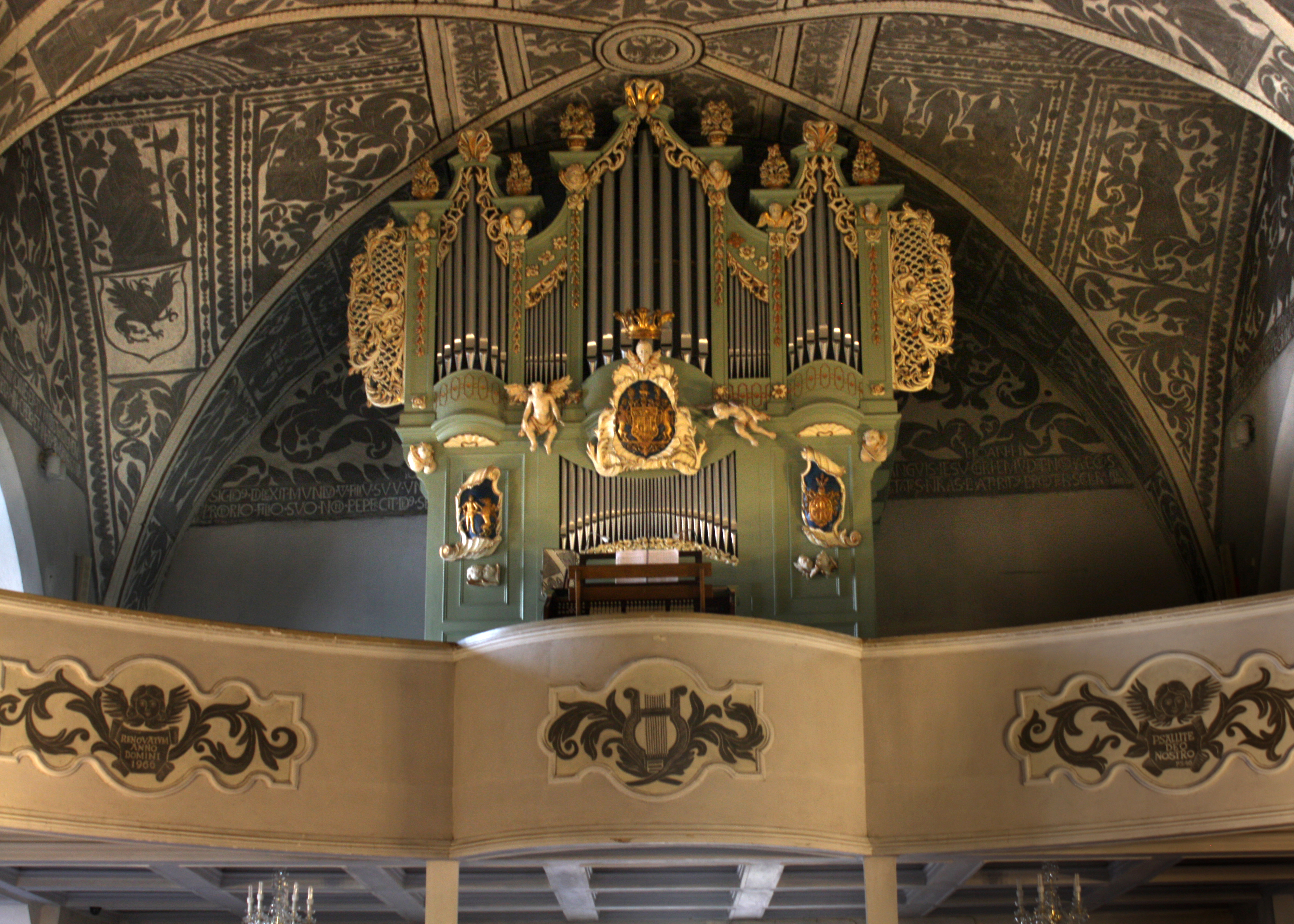